# Maks Bajc

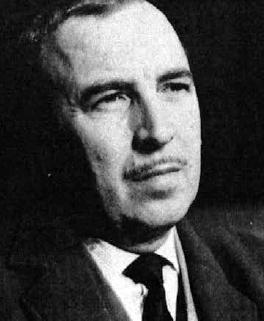
Maks Bajc

Maks Bajc (* 7. Oktober 1919 in Ljubljana, Königreich der Serben, Kroaten und Slowenen; † 25. September 1983, Sozialistische Föderative Republik Jugoslawien) war ein jugoslawischer Schauspieler.

## Filmografie (Auswahl)
- 1983: Zadah tela
- 1977: Oh, diese Lausejungen (To so gadi)
- 1976: Idealist
- 1969: Sedmina - Pozdravi Marijo
- 1968: Soncni krik
- 1967: Grajski biki
- 1960: Akcija
- 1959: Tri cetrtine sonca